# L'uomo ucciso due volte (film 1959)
L'uomo ucciso due volte (Der blaue Nachtfalter) è un film tedesco del 1959, diretto da Wolfgang Schleif.

## Trama
Julia Martens è una ex cantante lirica che - dopo aver scontata una pena di tredici anni per omicidio - ha trovato lavoro come cantante in un locale notturno, La falena blu. Tra i clienti, anche suo figlio Thomas che crede la madre morta. Quando il giovane viene accusato di omicidio, Julia cerca in tutte le maniere il modo di aiutarlo.

## Produzione
Il film fu prodotto dalla Berolina.

## Distribuzione
Distribuito dall'Union-Film, il film fu presentato in prima a Hannover il 27 agosto 1959 con il titolo originale Der blaue Nachtfalter.